# Braničevo (Golubac)
Braničevo es un pueblo del municipio de Golubac, Serbia. Según el censo de 2002, el pueblo tiene una población de 942 personas. Se encuentra en el río Pek.
Braničevo se encuentra cerca de las ruinas de la ciudad romana de Viminacium, que fue abandonada hacia el año 600. En la Edad Media, fue la sede de un obispado ortodoxo y el sitio de una fortaleza bizantina. Ocupó una posición estratégica a lo largo de la Vía Militaris entre Belgrado y Niš. En griego medieval, se conocía como Branitzoba (Βρανίτζοβα) o Branitza (Βρανίτζα).
En el siglo xii, Braničevo era el centro de un doukaton (ducado) gobernado por un dux (duque). Durante la guerra de 1127 y 1129 contra Hungría, los húngaros arrasaron la ciudad. Fue restaurado y reasentado por los bizantinos en 1166. Bela III de Hungría lo ocupó en 1182, pero lo entregó como parte de la dote de su hija cuando se comprometió con el emperador Isaac II Ángelo en 1185. En julio de 1189, el emperador Federico I Barbarroja pasó por Braničevo en la tercera cruzada. Fuentes occidentales acusan al duque de Braničevo (dux de Brandicz) de traición.
Con el surgimiento del Segundo Imperio búlgaro y el Reino de Serbia, la posición de Bizancio en Braničevo se volvió insostenible. Parece que finalmente se escapó de su control en 1198. A partir de entonces, fue un objeto frecuente de disputa entre los búlgaros, serbios y húngaros. El príncipe Lazar de Serbia lo capturó en 1378 o 1379, pero se perdió ante el Imperio otomano en 1459.